# Nikołaj Jemochonow
Nikołaj Pawłowicz Jemochonow (ros.) Николай Павлович Емохонов (ur. 30 kwietnia 1921 w Kuźniecku, zm. 14 marca 2014 w Moskwie) – funkcjonariusz radzieckich służb specjalnych, generał armii, I zastępca przewodniczącego KGB (1984–1990).

## Życiorys
Od 1938 studiował w Leningradzkim Instytucie Inżynierów Transportu Wodnego, 2 listopada 1939 powołany do służby w Armii Czerwonej, służył w 111 zapasowym pułku strzeleckim, 1940 w szkole młodszych dowódców łączności, od listopada 1940 kierownik radiostacji w Zachodnim Specjalnym Okręgu Wojskowym. 
Podczas II wojny światowej w latach 1942–1944 kierownik frontowej radiostacji, potem szef grupy wywiadowczej. Od 1942 młodszy porucznik, od 1943 porucznik, od 1944 starszy porucznik. Brał udział w walkach na Froncie Zachodnim, m.in. bitwie pod Smoleńskiem, obronie Tuły, operacji białoruskiej, wiślańsko-odrzańskiej i berlińskiej. 
Po wojnie służył w wojskach łączności, 1947 przyjęty do WKP(b). W latach 1948–1952 studiował na wydziale radiolokacyjnym Wojskowej Akademii Łączności im. Budionnego, po czym był pracownikiem naukowym w departamencie łączności Ministerstwa Obrony ZSRR. Od 1964 dyrektor Centralnego Radiotechnicznego Instytutu Naukowo-Badawczego Ministerstwa Obrony ZSRR, 25 października 1967 mianowany generałem majorem służby inżynieryjno-technicznej, od 1968 pracował w KGB. Od 2 lipca 1968 do 8 lipca 1971 szef Ósmego Głównego Zarządu KGB, od 8 lipca 1971 do 4 lutego 1981 zastępca przewodniczącego KGB, a od 4 lutego 1984 do 8 sierpnia 1990 I zastępca przewodniczącego KGB. Równocześnie 1971–1990 przewodniczący Rady Naukowo-Technicznej KGB. 1981 uzyskał tytuł doktora nauk technicznych. 20 grudnia 1971 mianowany generałem majorem inżynierem, 17 grudnia 1973 generałem porucznikiem inżynierem, 11 grudnia 1978 generałem pułkownikiem inżynierem, a 10 kwietnia 1985 generałem armii. W latach 1986–1990 członek KC KPZR. Od sierpnia 1990 w Grupie Generalnych Inspektorów Ministerstwa Obrony ZSRR, od 1992 w rezerwie.

## Odznaczenia i nagrody
- Order Lenina (dwukrotnie)
- Order Rewolucji Październikowej
- Order Czerwonego Sztandaru
- Order Wojny Ojczyźnianej I klasy (dwukrotnie)
- Order Wojny Ojczyźnianej II klasy
- Order Czerwonego Sztandaru Pracy
- Order Czerwonej Gwiazdy
- Nagroda Państwowa ZSRR (1972)
- Nagroda Leninowska (1976)
- Medal „Za zasługi bojowe”

Oraz 22 medale ZSRR, 10 orderów i 19 medali zagranicznych.